# Diana (pigenavn)
 For alternative betydninger, se Diana. (Se også artikler, som begynder med Diana)
Diana er et pigenavn, der stammer fra latin, idet Diana var romersk gudinde for jagt. Navnet forekommer også på dansk i forskellige variationer, blandt andet: Diane, Dianna og Dianne. I alt lidt over 3.500 danskere bærer et af disse navne ifølge Danmarks Statistik.

## Kendte personer med navnet
- Prinsesse Diana, engelsk prinsesse.
- Diana Benneweis, dansk cirkusdirektør.
- Diane Keaton, amerikansk skuespiller.
- Diana Krall, canadisk jazzmusiker.
- Diana Ross, amerikansk sanger og skuespiller.
- Dianne Wiest, amerikansk skuespiller.

## Navnet anvendt i fiktion
- Diana er titlen på flere sange, blandt andet af og med Paul Anka, Bryan Adams og The Misfits. Desuden har Michael Jackson lavet sangen Dirty Diana.

## Andre anvendelser
- Dianalund er en by i Vestsjælland.